# Hunter (region)

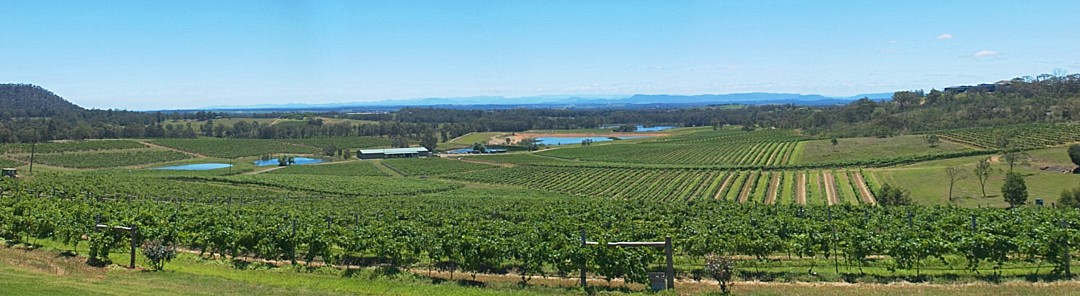

Hunter – region w Australii, w stanie Nowa Południowa Walia, powszechnie znany jako Hunter Valley (pl. Dolina Huntera). Region jest podzielony administracyjnie na Rady (en. Councils), odpowiednik gmin. Liczba ludności regionu, wynosi ok. 630 000 mieszkańców.

## Galeria

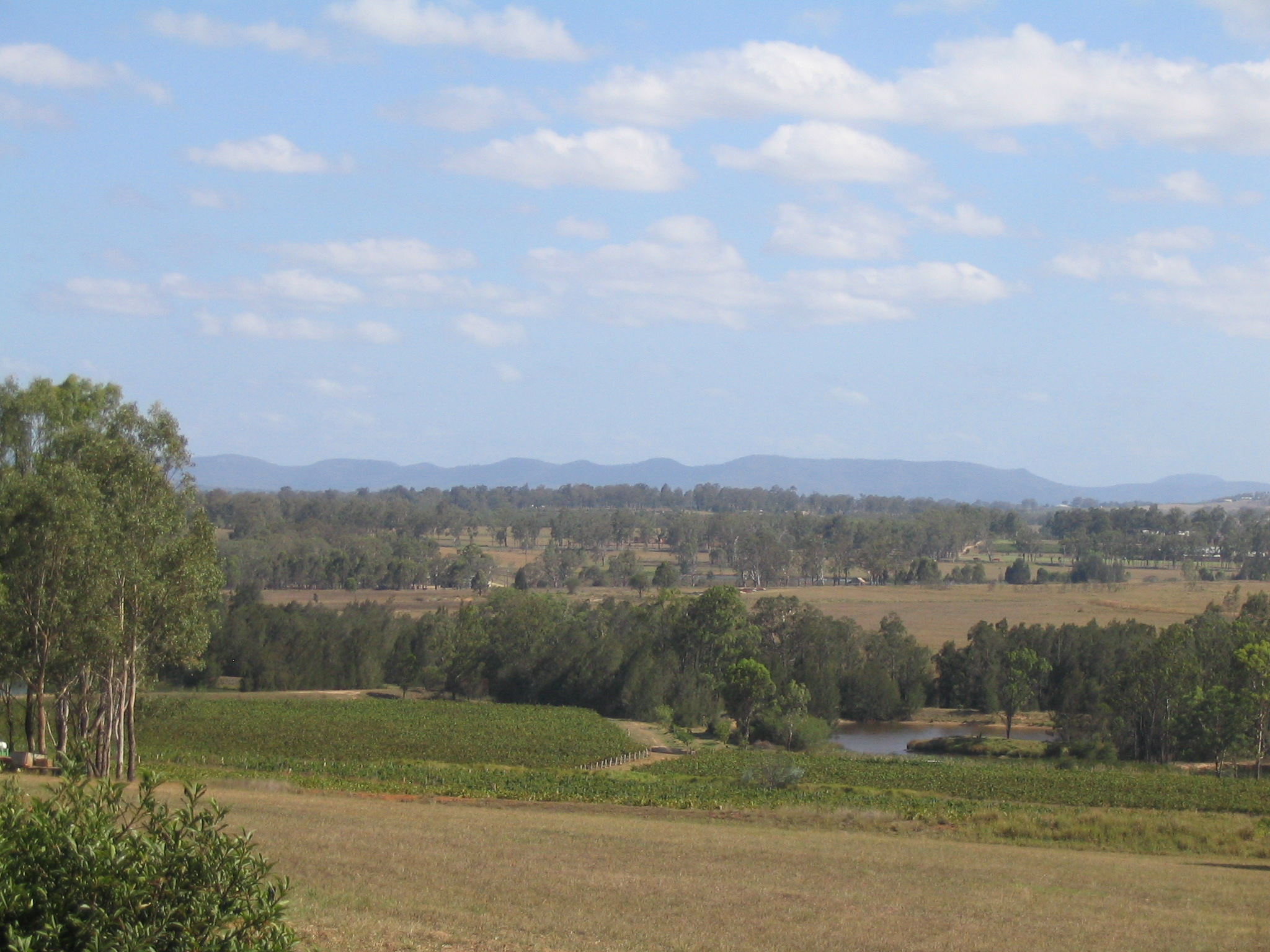
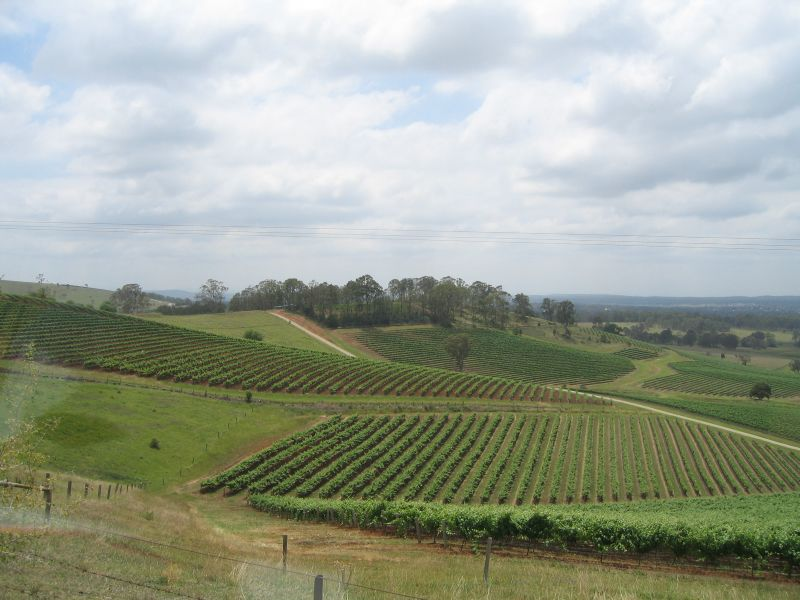
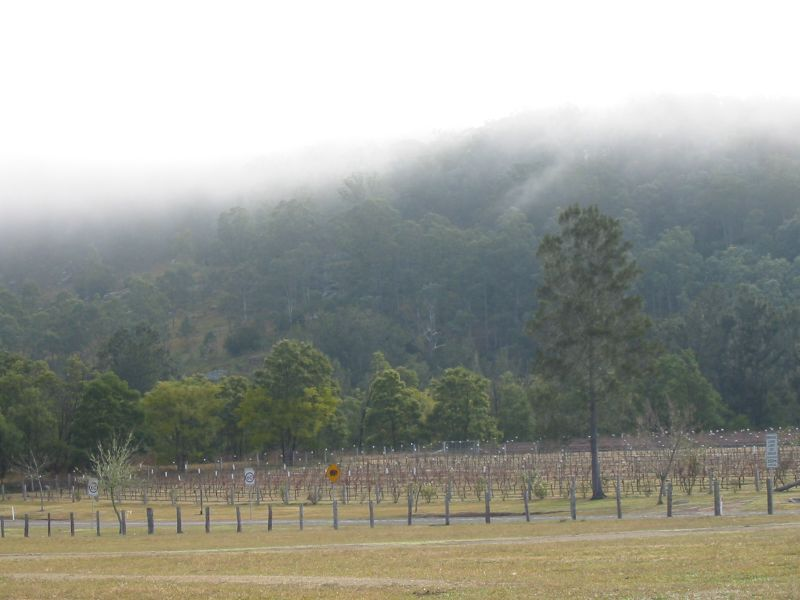
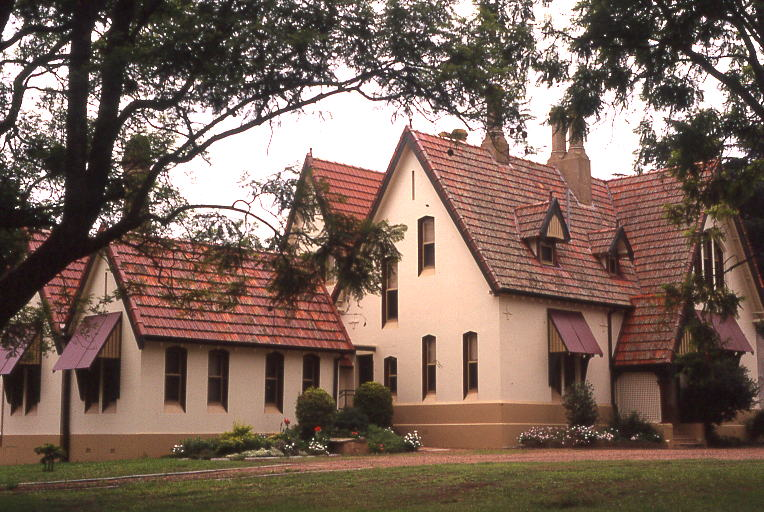
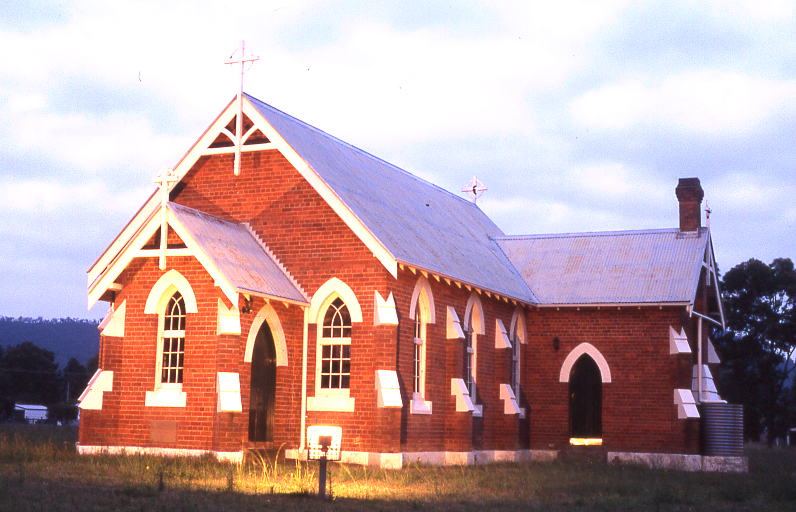
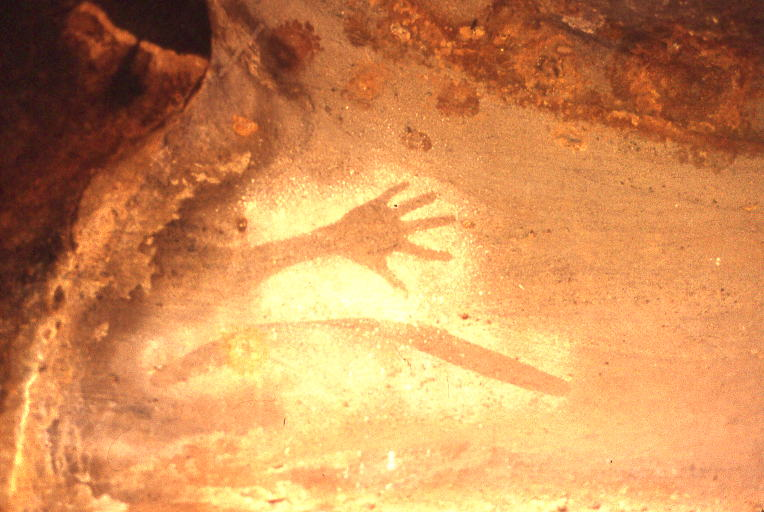
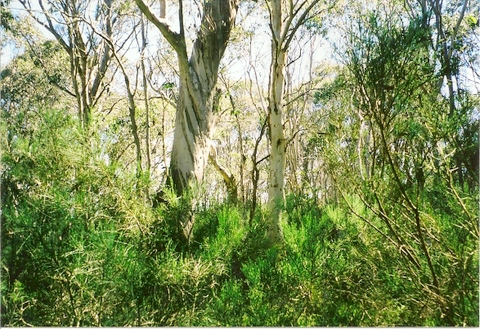
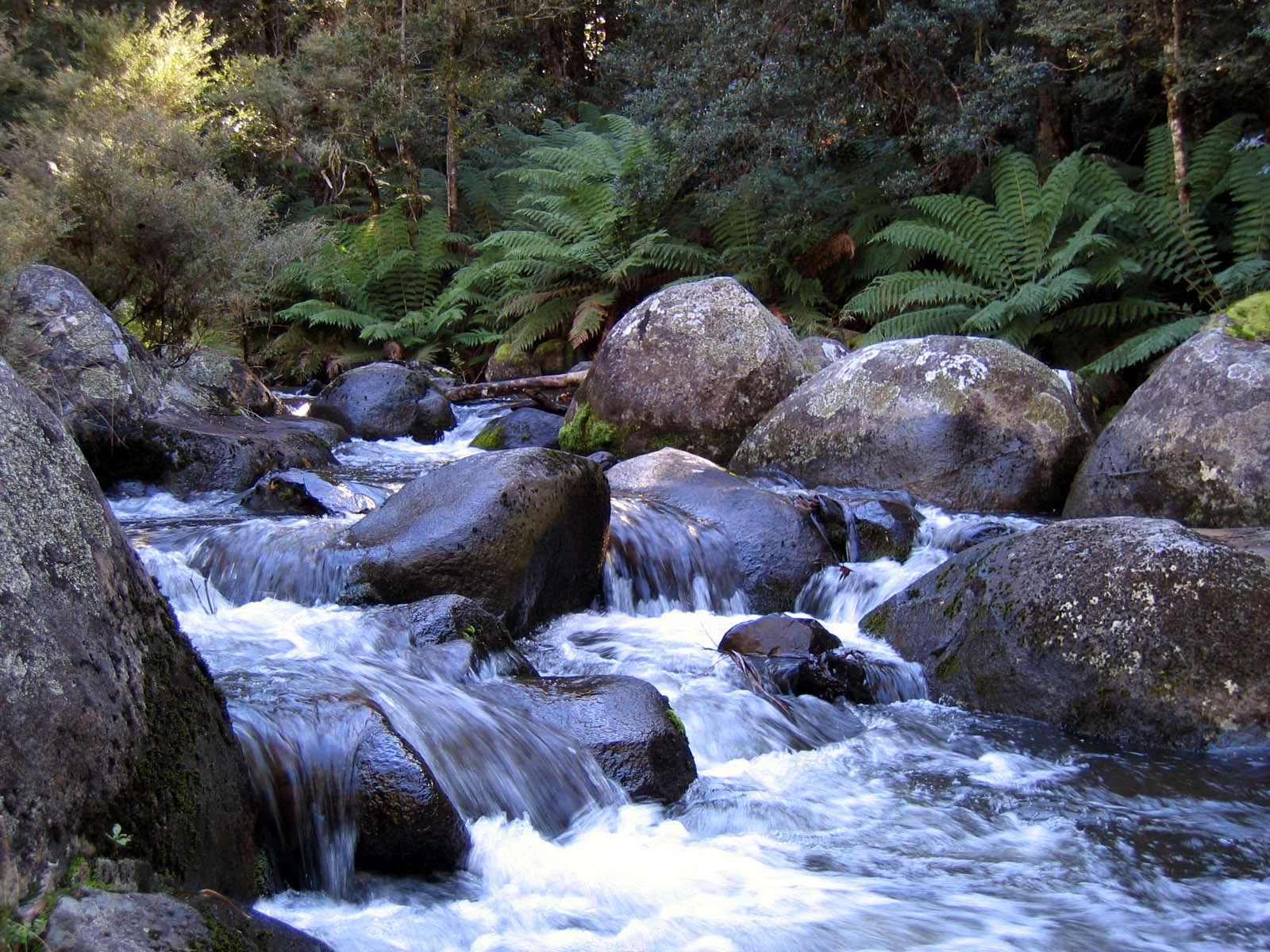

## Rady regionu Hunter
- Cessnock City Council
- Dungog Shire Council
- Gloucester Shire Council
- Great Lakes Council
- Lake Macquarie City Council
- Maitland City Council
- Muswellbrook Shire Council
- Newcastle City Council
- Port Stephens Council
- Singleton Council
- Upper Hunter Shire Council

## Miejscowości
- Newcastle
- Muswellbrook
- Singleton
- Scone
- Kurri-Kurri
- Morpeth
- Dungog
- Camberwell
- Wollombi
- Raymond Terrace
- Karuah
- Cooranbong
- Cessnock

## Inne
- Park Narodowy Barrington Tops
- Pacific Highway
- New England Highway